# Mijaíl Pivovárov
Mijaíl Yevdokímovich Pivovárov (en ruso: Михаил Евдокимович Пивоваров; Novi Egorlik, RSFS de Rusia, 7 de enero de 1919 – Chirchiq, Unión Soviética, 15 de mayo de 1949)  fue uno de los principales ases de la aviación soviético que combatió en las filas de la Fuerza Aérea Soviética durante la Segunda Guerra Mundial donde consiguió cuarenta y un derribos (cuarenta en solitario y uno compartido). Durante la guerra recibió el título de Héroe de la Unión Soviética.

## Biografía

### Infancia y juventud
Pivovárov nació el 7 de enero de 1919 en Novi Egorlik, una pequeña localidad rural situada en la gobernación de Stávropol en la RSFS de Rusia —actualmente situada en el óblast de Rostov en Rusia—. En 1937 se graduó del décimo grado de la escuela del pueblo de la granja estatal de cereales «Gigant» (ahora el pueblo de Gigant en el raión de Salsky). En septiembre de 1937 se unió al Ejército Rojo. En 1939 se graduó en la Escuela de Artillería Antiaérea de Chkalov (Oremburgo). Hasta junio de 1941, sirvió como comandante de pelotón en un batallón de artillería antiaérea. 

### Segunda Guerra Mundial
En junio de 1941, con el comienzo de la invasión alemana de la Unión Soviética, ingresó en la Escuela de Aviación Militar de Krasnodar. En 1942 se graduó en la Escuela de Pilotos de Aviación Militar de Uliánovsk y, en 1943, se graduó en los cursos para comandantes de vuelo. Se convirtió en miembro del Partido Comunista de la Unión Soviética en 1944.
Comenzó a volar cazas Yak-1 con el 402.º Regimiento de Aviación de Cazas. Durante este periodo, consiguió sus primeras tres victorias aéreas. En la primavera de 1944 participó en la ofensiva de Crimea. Durante este tiempo, obtuvo varias victorias aéreas. El 13 de abril de 1944, derribó dos Bf 109 alemanes en un combate aéreo. A finales de junio, el regimiento fue trasladado al Tercer Frente Bielorruso, donde sus pilotos brindaron cobertura y apoyo aéreo a unidades del 5.º Ejército y del 3.er Cuerpo Mecanizado de la Guardia.
Como piloto de combate y observador, el comandante del cuerpo Yevgeni Savitski lo tenía en gran estima quien lo invitó repetidamente a vuelos de reconocimiento. En uno de estos vuelos de reconocimiento se vieron envueltos en un combate aéreo con doce cazas Fw 190. Tras enzarzarse en un combate aéreo a muy baja altura, consiguieron derribar un biplano de reconocimiento Fokker C.V.
En septiembre de 1944, el regimiento fue reequipado con el más moderno caza Yak-3 y el teniente primero Pivovárov fue nombrado comandante de escuadrón. A partir de entonces y hasta el final de la guerra tomó parte en las batallas por la liberación de Polonia, Bielorrusia y el Dombás y en las ofensivas de Pomerania Oriental y Berlín. Obtuvo sus últimas victorias aéreas en la primavera de 1945. A principios de marzo de 1945, derribó dos aviones enemigos y el 18 de abril derribó otros dos aviones alemanes.
Su cuenta final acumulada a lo largo de aproximadamente 350 salidas de combate y 80 batallas aéreas asciende oficialmente a cuarenta victorias en solitario y una compartida, mientras pilotaba cazas Yak-1, Yak-3 y Yak-9.
Por el coraje y el heroísmo mostrados en las batallas contra los invasores nazis, por decreto del Presídium del Sóviet Supremo de la URSS del 15 de mayo de 1946, Pivovárov recibió la Estrella de Oro (N.º 7010) de Héroe de la Unión Soviética y la Orden de Lenin.

### Posguerra
Después del final de la guerra, continuó sirviendo en las unidades de combate de la Fuerza Aérea dentro del Grupo de Fuerzas Soviéticas en Alemania. Ascendió al rango de capitán en 1945, después se desempeñó como comandante de escuadrón y asistente del comandante de un regimiento de aviación de combate. En noviembre de 1948, se graduó en los Cursos Avanzados Tácticos de Vuelo para Oficiales Superiores de Lípetsk y fue nombrado subcomandante del 150.º Regimiento de Aviación de Cazas de la Guardia en el Distrito Militar de Asia Central. Después de un grave accidente, abandonó el servicio activo en el ejército y pasó a la reserva.
Pivovárov se suicidó el 15 de mayo de 1949, a la edad de 30 años y fue enterrado en un cementerio de la ciudad de Chirchiq en la RSS de Uzbekistán.

## Condecoraciones
|  | Héroe de la Unión Soviética (15 de mayo de 1946)                                                       |
|  | Orden de Lenin (15 de mayo de 1946)                                                                    |
|  | Orden de la Bandera Roja, tres veces (29 de abril de 1944, 8 de agosto de 1944 y 12 de agosto de 1945) |
|  | Orden de Alejandro Nevski (30 de abril de 1945)                                                        |
|  | Orden de la Estrella Roja (2 de noviembre de 1944)                                                     |
|  | Medalla por el Servicio de Combate                                                                     |
|  | Medalla por la Liberación de Varsovia (1945)                                                           |
|  | Medalla por la Conquista de Berlín (1945)                                                              |
|  | Medalla por la Victoria sobre Alemania en la Gran Guerra Patria 1941-1945 (1945)                       |
|  | Medalla del 30.º Aniversario de las Fuerzas Armadas de la URSS (1948)                                  |

Su nombre está inscrito en un monumento en su pueblo natal de Novi Egorlik. Hay calles que llevan su nombre en Salsk y Rostov del Don. Se instaló una placa conmemorativa en el edificio de la escuela n.º 62 del pueblo de Novi Egorlik, donde estudió. En el Callejón de los Héroes de la Plaza de la Libertad en Salsk hay una estela conmemorativa en su honor.